# Saint-Didier-sous-Aubenas
Saint-Didier-sous-Aubenas é uma comuna francesa na região administrativa de Auvérnia-Ródano-Alpes, no departamento de Ardèche. Estende-se por uma área de 2,76 km². Em 2010 a comuna tinha 968 habitantes (densidade: 350,7 hab./km²).